# Josep Maria Quintana Cabanas
Josep Maria Quintana Cabanas (Bagà, El Berguedà, 1930-Barcelona, 2013) fou un pedagog que des de 1965 va ser professor universitari: primer a la Universitat de Barcelona; més tard a la Universitat Autònoma de Barcelona; i finalment, des de 1987, a la Universidad Nacional de Educación a Distancia (UNED), on es jubilà com a Professor i Catedràtic Emèrit.
Va publicar 65 llibres i 293 articles, i va traduir 34 llibres. Va fer docència, investigació i publicacions en els àmbits de la Pedagogia, Filosofia, Filosofia de l'Educació i la Psicologia.
Fou l'introductor a Espanya de la Pedagogia social, arran de la publicació del llibre Pedagogía Social (1984). De formació filosòfica, es va preocupar pels fonaments filosòfics, teòrics i humanístics de la Pedagogia i les Ciències de l'Educació.
Admirador dels autors alemanys, va traduir obres clàssiques de filosofia (Kant, Feuerbach, Fichte) i de pedagogia (Pestalozzi).

## Llibres
- El niño en las distintas clases sociales (1970, Editorial Marfil, S.A, Alcoi, D.L. V.2.079.- 1970)
- Pedagogía Social (1988)
- Pedagogía Psicológica. La educación del carácter y de la personalidad (1989)
- Sociología de la Educación (1989)
- Pedagogía Estética. Concepción antinómica de la Belleza y del Arte (1993)
- Teoría de la Educación. Concepción antinómica de la educación (1995)
- Pedagogía Moral. El desarrollo moral integral (1995)
- Raíces griegas del léxico castellano, científico y médico (1996)
- Pedagogía Axiológica. La educación ante los valores (1998)
- La Axiología como fundamentación de la Filosofía (2000)
- El sociologismo pedagógico. Síntesis (2000)
- Las creencias y la educación. Pedagogía Cosmovisional (2001)
- La educación está enferma. Informe pedagógico sobre la educación actual (2004)
- Pacifismo, cultura social e interculturalidad. Perspectivas desde la educación (2005)
- La educación en valores y otras cuestiones pedagógicas (2005)
- Eduquemos mejor. Guía para padres y profesores (2007)
- La espiritualidad cristiana. Ascética y Mística (2009)
- Las personas introvertidas. Autoconocimiento, autoaceptación, ayuda (2007)
- Del sentimiento de inferioridad a la autoestima (2010)
- Las personas emotivas-impulsivas (2010)
- El estrés: ¿descargarlo o prevenirlo? (2011)
- Ni lobo ni cordero. El hombre es un ser mejorable (2012)
- Ensayo crítico de Mística Comparada. La espiritualidad oriental y la cristiana (2011)
- Historia de la Ascética y la Mística cristianas (2012)
- Pensamiento pedagógico en el idealismo alemán y en Schleiermaccher

## Traduccions
- Hegel: Lecciones de filosofía de la historia (1970, 1989)
- Kant: La religión dentro de los límites de la sola razón (1989)
- Kant: El único fundamento posible de una demostración de la existencia de Dios (1989)
- Feuerbach: Principios de la filosofía del futuro, y otros escritos (1989)
- Fichte: Introducción a la Doctrina de la Ciencia (1987)

### Traduccions dePestalozzi
- Cartas sobre educación infantil (2006)
- La velada de un solitario y otros escritos (2001)
- Sobre legislación e infanticidio (2002)
- El canto del cisne (2003)
- Algunos escritos sociales (2003)
- Mis investigaciones sobre el curso de la naturaleza en la evolución de la humanidad (2004)
- El libro de las madres y otros escritos (2004)
- Cristóbal y Elsa y ensayos sociopolíticos (2004)
- Los destinos de mi vida y otros escritos (2005)
- La Carta de Stans y otros escritos (2005)
- Sobre la idea de educación elemental (2006)
- Alocución a su Instituto (1818) y otros escritos (2006)
- Leonardo y Gertrudis (Tercera y Cuarta Parte) (2007)
- Algunos escritos políticos (2007)
- Opiniones, experiencias y medios para fomentar un estilo de educación adecuado a la naturaleza humana (2008)
- Pestalozzi a su época / Opiniones sobre un seminario de maestros (2008)
- Cómo Gertrudis enseña a sus hijos (Introducción y edición; traducción de L. Luzuriaga) (2009)
- Leonardo y Gertrudis. (Primera y Segunda Parte) (Edició; traducció d'E. Ovejero) (2009)